# Ozan Ünal
Ozan Ünal (* 16. Oktober 1980 in Berlin) ist ein deutscher Synchron- und Hörspielsprecher, Hörbuchsprecher, Dialogregisseur und Dialogbuchautor.

## Karriere
Ünals Familie stammt aus der Türkei. Schon während seiner Schulzeit in den 1990er Jahren begann Ozan Ünal, als Synchronsprecher zu arbeiten. Mittlerweile leiht er den Schauspielern Emile Hirsch, Kevin Zegers, Sam Huntington, Nicholas Hoult, Logan Lerman, Ian Somerhalder und Dylan O’Brien regelmäßig seine Stimme. Bei vielen bekannten Fernsehserien übernimmt er dabei Hauptrollen wie in Suits, One Tree Hill, Merlin – Die neuen Abenteuer, Blue Mountain State, Brothers & Sisters, The Big Bang Theory, Vampire Diaries und Rentierbaby. Ünals Stimme ist bekannt aus Werbesendungen und Hörspielen wie beispielsweise Der Pagemaster, Susi und Strolch, In einem Land vor unserer Zeit (Folge 2) und Gabriel Burns’ Ohne Bewusstsein und Infektiös.

## Synchronarbeiten (Auswahl)
Emile Hirsch
- 2005: Dogtown Boys als Jay
- 2005: Imaginary Heroes als Tim Travis
- 2007: Alpha Dog – Tödliche Freundschaften als Johnny Truelove
- 2007: The Air I Breathe – Die Macht des Schicksals als Tony
- 2008: Speed Racer als Speed Racer
- 2009: Taking Woodstock als Billy
- 2011: Darkest Hour als Sean
- 2011: Killer Joe als Chris Smith
- 2012: Savages als Spin
- 2013: Bonnie & Clyde als Clyde Barrow
- 2013: Prince Avalanche als Lance
- 2017: The Runaround – Die Nachtschwärmer als Martin

Nicholas Hoult
- 2011: X-Men: Erste Entscheidung als Hank McCoy / Beast
- 2013: Warm Bodies als R.
- 2014: X-Men: Zukunft ist Vergangenheit als Hank McCoy / Beast
- 2015: Dark Places – Gefährliche Erinnerung als Lyle Wirth
- 2015: Equals – Euch gehört die Zukunft als Silas
- 2016: X-Men: Apocalypse als Hank McCoy / Beast
- 2019: Tolkien als J. R. R. Tolkien
- 2019: X-Men: Dark Phoenix als Hank McCoy / Beast
- 2020–2023: The Great (Fernsehserie) als Peter III.
- 2021: They Want Me Dead als Patrick

Ian Somerhalder
- 2005–2007, 2010: Lost (Fernsehserie) als Boone Carlyle
- 2006: Pulse – Du bist tot, bevor Du stirbst als Dexter McCarthy
- 2007: Marco Polo (Fernsehfilm) als Marco Polo
- 2008: Lost City Raiders als Jack Kubiak
- 2010–2017: Vampire Diaries (Fernsehserie) als Damon Salvatore
- seit 2019: V Wars (Fernsehserie) als Dr. Luther Swann

Dylan O’Brien
- 2014: Maze Runner – Die Auserwählten im Labyrinth als Thomas
- 2015: Maze Runner – Die Auserwählten in der Brandwüste als Thomas
- 2016: Deepwater Horizon als Caleb Holloway
- 2017: American Assassin als Mitch Rapp
- 2018: Maze Runner – Die Auserwählten in der Todeszone als Thomas
- 2021: Love and Monsters als Joel

Kevin Zegers
- 2004: Dawn of the Dead – Die Nacht der Zombies als Terry
- 2006: Transamerica als Toby Wilkins
- 2007: It’s a Boy Girl Thing als Woody
- 2008: Der Jane Austen Club als Trey

Sam Huntington
- 2005: CSI: NY (Fernsehserie, Folge 1.15) als Connor Mulcahy
- 2006: Veronica Mars (Fernsehserie, Folge 1.05/21) als Luke
- 2006: Superman Returns als Jimmy Olsen
- 2010: Human Target (Fernsehserie, Folge 1.04) als John Gray

Logan Lerman
- 2010: Percy Jackson – Diebe im Olymp als Percy Jackson
- 2012: Vielleicht lieber morgen als Charlie
- 2013: Percy Jackson – Im Bann des Zyklopen als Percy Jackson
- 2014: Herz aus Stahl als Norman Ellison

Elijah Wood
- 1996: Das Baumhaus als Stu Simmons
- 2006: Happy Feet als Mumble
- 2011: Happy Feet 2 als Mumble

Shazad Latif
- 2017: The Commuter als Vince
- 2017–2019: Star Trek: Discovery (Fernsehserie) als Lt. Ash Tyler
- 2019: Departure – Wo ist Flug 716 (Fernsehserie) als Ali

Macaulay Culkin
- 1994: Der Pagemaster – Richies fantastische Reise als Richie
- 2004: Saved! – Die Highschool-Missionarinnen als Roland

Michael Cassidy
- 2005–2006: O.C., California (Fernsehserie) als Zach Stevens
- 2012–2014: Men at Work (Fernsehserie) als Tyler Mitchell

Derek Richardson
- 2008–2009: Men in Trees (Fernsehserie) als Patrick Bachelor
- 2013–2015: Anger Management (Fernsehserie) als Nolan

### Filme
- 1994: Der Klient für Brad Renfro als Mark Sway
- 1995: In einem Land vor unserer Zeit II – Das Abenteuer im Großen Tal für Scott McAfee als Littlefoot
- 1996: Nicht schuldig für Joseph Gordon-Levitt als Oliver Laird
- 1998: Masterminds – Das Duell für Vincent Kartheiser als Oswald ‘Ozzie’ Paxton
- 2003: Igby für Kieran Culkin als Jason Igby Slocumb
- 2004: Ein verrückter Tag in New York für Jared Padalecki als Trey Lipton
- 2006: Step Up für Channing Tatum als Tyler Gage
- 2006: The Fast and the Furious: Tokyo Drift für Bow Wow als Twinkie
- 2008: 27 Dresses für Maulik Pancholy als Trent
- 2009: Tödliches Kommando – The Hurt Locker für Brian Geraghty als Specialist Owen Eldridge
- 2010: Nowhere Boy für Aaron Taylor-Johnson als John Lennon
- 2013: Battle of the Year für Richie „Abstrak“ Soto als Abbstarr
- 2015: Fast & Furious 7 für Shad Moss als Twinkie
- 2018: Prinzessinnentausch für Sam Palladio als Prinz Edward
- 2022: Redeeming Love für Tom Lewis als Michael Hossa

### Serien
- 1993: Feivel, der Mauswanderer
- 1995–1999: Eine starke Familie für Jason Marsden als Rich Halke
- 1996: Detektiv Conan (Anime) für Sōma Saitō als Koji Furukawa
- 2002–2006: Everwood für Mike Erwin als Colin Hart
- 2004–2019: Winx Club für Charlie Schlatter als Timmy
- 2005: Gravitation (Anime) für Tomokazu Seki als Shūichi Shindō
- 2005: Do Over – Zurück in die 80er für Penn Badgley als Joel Larsen
- 2006: Dragon Ball GT für Masako Nozawa als Son Goten
- 2007–2010: Kyle XY für Chris Olivero als Declan McDonough
- 2007–2011: Brothers & Sisters für Dave Annable als Justin Walker
- 2003–2012: One Tree Hill für James Lafferty als Nathan Scott
- 2007: Desperate Housewives für Tahj Mowry als Matt
- 2008: Breaking Bad für Maximino Arciniega als Krazy-8
- 2008–2010: Pop Pixie für Daniele Raffaeli als Martino
- 2008–2012: Eureka – Die geheime Stadt für Niall Matter als Zane Donovan
- 2009: The Listener – Hellhörig für Craig Olejnik als Toby Logan
- 2009–2010: Knight Rider für Justin Bruening als Mike Traceur
- 2009–2012: Merlin – Die neuen Abenteuer für Colin Morgan als Merlin
- 2009–2019: The Big Bang Theory für Johnny Galecki als Leonard Hofstadter
- 2010–2012: Fringe – Grenzfälle des FBI für Seth Gabel als Lincoln Lee
- 2010–2012: Greek für Zack Lively als Heath Anderson
- 2011: Revenge für Joshua Bowman als Daniel Grayson
- 2011–2012: Die Borgias für David Oakes als Juan Borgia
- 2011–2013: Skins – Hautnah für Atticus Dean Mitchell als Oliver Fitz
- 2011–2013: Glee für Chord Overstreet als Sam Evans
- 2012: Terra Nova für Dean Geyer als Mark Reynolds
- 2012–2014: Monsuno für Cam Clarke als Chase Suno
- 2012–2014: Weißt du eigentlich, wie lieb ich dich hab? für	Nicolas Roye als Otter
- 2013: Primeval: New World für Niall Matter als Evan Cross
- 2013–2016: Willkommen in Gravity Falls für Jason Ritter als Mason „Dipper“ Pines
- 2013–2018: Suits für Patrick J. Adams als Mike Ross
- 2013–2017: Reign für Toby Regbo als Dauphin Francis
- 2016–2017: Dirk Gentlys holistische Detektei für Dustin Milligan als Sgt. Hugo Friedki
- 2016–2021: MacGyver für Lucas Till als MacGyver
- 2017: Toradora! für Junji Majima als Ryûji Takasu
- seit 2017: S.W.A.T. für Siaka Massaquoi als Yonas (Episode: Der zweite Akt)
- 2019: Demon Slayer für Ryouhei Kimura als Sumpfteufel
- 2020: Treadstone für Jeremy Irvine als John Randolph Bentley
- seit 2020: Doctor Who für Sacha Dhawan als O / Der Master
- 2021: Haikyu!!: Kampf gegen ungenügende Noten für Ryouta Oosaka als Keiji Akaashi
- 2023: The Witcher für Hugh Skinner als Radovid

### Videospiele
- 2010: Halo: Reach als diverse Marines
- 2014: Dragon Age: Inquisition – Solas
- 2015: Fallout 4

## Hörspiele & Hörbücher (Auswahl)
- 2015: Ivar Leon Menger, Anette Strohmeyer, Raimon Weber: Monster 1983: Die komplette 1. Staffel (Lübbe Audio und Audible-Hörspielserie) als Toby Forster
- 2021: Philip-Laszló Koch: Scoring (Audible-Hörspiel)
- 2022: U. A. Ivar Leon Menger: Die schwarze Stadt. Staffel 2, The AOS & Audible
- 2022: Günter Wallraff: Ganz Unten, Audio-To-Go Publishing Ltd. & Audible